# Ectaco
ECTACO Inc. (East-Coast Trading American Company Incorporated) e una società che fa traduttori elettronici, software per traduzione e le tecnologie di riconoscimento vocale fondata nel 1989 a New York (Stati Uniti). La società ha più di 300 impiegati e 16 uffici in tutto il mondo.

## Tecnologie di riconoscimento vocale
È una delle prime società che hanno cominciato a sviluppare tecnologie di riconoscimento della voce. I prodotti della società furono usati da diverse organizzazioni internazionali come NATO, ONU, OSCE e istituzioni governative e federali negli Stati Uniti: forze armate degli Stati Uniti, Dipartimento della Sicurezza Interna degli Stati Uniti, Ufficio investigativo federale, Servizi Segreti degli Stati Uniti. I prodotti furono usati anche nella guerra d'Iraq.
La tecnologia diede la possibilità di comunicazione tra l'Esercito e le altre istituzioni degli Stati Uniti con quelli che non parlano inglese, specialmente nei territori di conflitti. Vuole dire la possibilità di ottenere una traduzione della risposta nelle altre lingue. La traduzione era indipendente dalle particolarità linguistiche dell'oratore. Altri fabbricanti di quel tempo (2002-2006) non offrivano questo servizio.

## Rappresentazione mondiale
L'ufficio principale è a New York. Nel 1993 la società ha aperto un ufficio in Russia (San Pietroburgo e Mosca) e successivamente in Germania (Berlino), Regno Unito (Londra), Repubblica Ceca (Praga), Canada (Toronto), Polonia (Varsavia) e Ucraina (Kiev). Nel 2000 venne aperto un secondo ufficio negli Stati Uniti a Chicago.
Nel 1998 il centro per lo sviluppo di software fu aperto a San Pietroburgo (Russia). Il centro ha sviluppato il software per circa 300 modelli e 47 lingue. Nel 2000 l'ufficio ha cominciato a sviluppare le tecnologie di riconoscimento vocale. Nel 2002 venne messo sul mercato il primo dispositivo con riconoscimento vocale.
Il centro per sviluppo di hardware è situato a Hong Kong (Cina).

## Marche
- Partner
- Language Teacher
- LingvoSoft
- SpeechGuard
- jetBook
- iTRAVL
- Universal Translator
- MorphoFinder